# Roger Hotermans
Roger Hotermans (Stembert, 5 juli 1950) was een Belgisch volksvertegenwoordiger.

## Levensloop
Getrouwd met Arlette Greimers, promoveerde Hotermans tot licentiaat in de rechten aan de Universiteit Luik, waarna hij van 1973 tot 2000advocaat was aan de balie van Verviers.
Roger Hotermans was van 1982 tot 2000 voor de PRL gemeenteraadslid van Verviers en van 1983 tot 1994 was hij er schepen van Financiën.
In 1995 werd hij verkozen tot lid van de Kamer van volksvertegenwoordigers voor het arrondissement Verviers en vervulde dit mandaat tot in 1999. Daarna was hij van 1999 tot 2000 deeltijds expert op het kabinet van Hervé Hasquin, minister-president van de Franse Gemeenschapsregering. 
Hij werd vervolgens vertegenwoordiger van Wallonië-Brussel: van 2000 tot 2004 en van 2008 tot 2012 in Parijs, van 2004 tot 2008 in Berlijn en van 2012 tot 2015 in Algiers.